# Coxiella burnetii
Coxiella burnetii je vrsta unutarstaničnih, patogenih bakterija, te je uzročnik Q groznice. Rod Coxiella je morfološki sličan rodu Rickettsia, ali s različitim genetskim i fiziološkim osobinama. C. burnetii je mala gram negativna bakterija s dvjema fazama rasta, a postoji i u obliku spora koje se nalaze neaktivne u tlu. Bakterija može preživjeti standardne dezinficijense i otporna je na mnoge druge promjene u okolišu. Rod Rickettsia je, iako morfološki sličan, vrlo osjetljiv na vanjske čimbenike.

## Povijest i nomeklatura
Istraživanja u 1920-im i 1930-im identificirala su ono što se činilo kao novi tip Rickettsia, izoliran iz krpelja, koji je u stanju proći kroz biološke filtre. Prvi opis onoga što bi moglo biti Coxiella burnetii je objavio je 1925. Hideyo Noguchi, ali kako originalni rukopis nedostaje, ostaje nejasno da li je to bio isti organizam. 
Definitivni opisi objavljeni su u kasnim 1930-im kao dio istraživanja uzroka Q groznice, Edwarda Holbrook Derrick i Macfarlane Burnet u Australiji, Herald Rea Coxa i Gordona Davisa u Rocky Mountain laboratoriju (RML) u Sjedinjenim Američkim Državama.
RML tim je predložio ime Rickettsia diaporica. Diaporica potječe od grčke riječi za filtar što je vezano za sposobnost bakterije da prođe kroz pore filtara. Otprilike u isto vrijeme, Derrick je predložio i ime Rickettsia burneti, u znak priznanja Burnetu za njegov doprinos u prepoznavanju ovog organizma kao vrste Rickettsia. Kada je postalo jasno da se vrsta razlikuje značajno od drugih Rickettsia, tada je vrsta svrstana najprije kao podrod nazvan po Coxu, Coxiella, a zatim je 1948. klasificiran kao rod Coxiella kako je predložio Cornelius B. Philip, još jedan RML istraživač. 
Coxiellu je teško proučavati, jer se ne može reproducirati izvan domaćina. Međutim, u 2009. znanstvenici su izvijestili o postojanju tehnika koje omogućuje bakterijama da rastu u akseničnoj kulturi (akseničan - bez stranaca, odnosno čista kultura bakterija), a predložena tehnika može biti korisna za proučavanje drugih patogena. 

## Patogeneza
ID50 (doza potrebna da se zarazi 50% ispitanika eksperimentalno) jedan je putem inhalacije, tj. udisanjem jednog organizma će se zaraziti 50% populacije. Ovo je izuzetno niska infektivna doza, što C. burnetii svrstava u najzaraznije organizme poznate čovjeku.
Bolest se javlja u dvije faze: Akutne faze koju prate glavobolje, groznice i respiratorni simptomi, te podmukle kronične faze.
Dok se većina infekcija izliječi spontano, liječenje tetraciklinom i doksiciklinom čini se da smanjuje trajanje simptomatske infekcije i smanjuje vjerojatnost nastanka kronične infekcije. Kombinacija eritromicina i rifampicina je vrlo učinkovita u liječenju i prevenciji bolesti, a cijepljenje (vakcinacija) s Q-VAX cjepivom (CSL).
Bakterije koriste Tip IVB sekreciju, sustav poznat kao Icm / Dot kako bi uveli efektor proteini nazvani ank proteini u domaćina. Djelovanje efektora povećava sposobnost bakterije za preživljavanje unutar stanice domaćina. Legionella pneumophila, koja koristi isti sustav također ubrizgava ank proteine, opstanak bakterije je poboljšan, jer ti ank proteini ometaju fuziju vakuola koje sadrže bakterije s degradacijskim endosomima domaćina.

## Uporaba kao biološko oružje
U SAD-u završio je u 1969. program biološkog ratovanja. C. burnetii je bio jedan od sedam agenata koji predstavljaju standardizirano biološko oružje. 

## Vanjske poveznice
|  | Wikivrste imaju podatke o taksonu Coxiella burnetii |